# 4541 Mizuno
4541 Mizuno је астероид главног астероидног појаса чија средња удаљеност од Сунца износи 2,379 астрономских јединица (АЈ).
Апсолутна магнитуда астероида је 12,7.